# Irwin (Misuri)
Irwin es un lugar designado por el censo ubicado en el condado de Barton en el estado estadounidense de Misuri. En el Censo de 2010 tenía una población de 69 habitantes y una densidad poblacional de 88,22 personas por km².

## Geografía
Irwin se encuentra ubicado en las coordenadas 37°35′19″N 94°17′12″O / 37.58861, -94.28667. Según la Oficina del Censo de los Estados Unidos, Irwin tiene una superficie total de 0.78 km², de la cual 0.77 km² corresponden a tierra firme y (1.99%) 0.02 km² es agua.

## Demografía
Según el censo de 2010, había 69 personas residiendo en Irwin. La densidad de población era de 88,22 hab./km². De los 69 habitantes, Irwin estaba compuesto por el 98.55% blancos, el 0% eran afroamericanos, el 0% eran amerindios, el 0% eran asiáticos, el 0% eran isleños del Pacífico, el 0% eran de otras razas y el 1.45% pertenecían a dos o más razas. Del total de la población el 1.45% eran hispanos o latinos de cualquier raza.